# Arnold Vosloo
Arnold Vosloo (født 16. juni 1962) er en sydafrikansk skuespiller. Han er mest kendt for sine roller som Mumien i The Mummy og The Mummy Returns. Han har også spillet terroristen Habib Marwan i den populære spændingsserie 24 Timer. Endvidere medvirker han sammen med store navne som Leonardo DiCaprio og Jennifer Connelly i Edward Zwicks film Blood Diamond.